# Rally Cataluña de 2002
El Rally Cataluña de 2002, oficialmente 38.º Rally Catalunya - Costa Brava (Rallye de España), fue la edición 38.º y la cuarta ronda de la temporada 2002 del Campeonato Mundial de Rally. Se celebró del 24 al 26 de marzo y contó con dieciocho tramos de asfalto con un total de 394.98 km cronometrados.
Ese año la organización tuvo muchos problemas con la afluencia del público y tuvo que cancelar tres tramos: 1.º, 7.º y 8.º.  El rally lo dominó por completo Gilles Panizzi a bordo de un Peugeot 206 WRC.  Debido a la ventaja que el francés tenía sobre sus rivales se permitió el lujo de realizar un trompo (360°) en el tramo quince (Viladrau 1) para agradar al público presente. El equipo Peugeot a punto estuvo de conseguir el triplete ese año ya que tras Panizzi, Richard Burns con otro 206 WRC terminó segundo y Marcus Grönholm cuarto a pocos segundos de Philippe Bugalski que terminó tercero con un Citroën Xsara WRC. En la categoría junior ganó Dani Solá, seguido de Andrea Dallavilla a casi un minuto y tercero Giandomenico Basso.

## Itinerario y ganadores
| Día        | Tramo | Hora  | Nombre             | Distancia | Ganador                      | Tiempo    | Vel. media  | Líder rally    |
| ---------- | ----- | ----- | ------------------ | --------- | ---------------------------- | --------- | ----------- | -------------- |
| 1 (22 oct) | SS1   | 07:30 | Riudecanyes 1      | 12.66 km  | Cancelado                    | Cancelado | Cancelado   | Cancelado      |
| 1 (22 oct) | SS2   | 09:05 | Pratdip 1          | 27.65 km  | Gilles Panizzi               | 16:37.8   | 99.76 km/h  | Gilles Panizzi |
| 1 (22 oct) | SS3   | 11:33 | Escaladei 1        | 48.05 km  | Gilles Panizzi               | 29:17.6   | 98.42 km/h  | Gilles Panizzi |
| 1 (22 oct) | SS4   | 14:18 | Riudecanyes 2      | 12.66 km  | Gilles Panizzi               | 8:32.4    | 88.95 km/h  | Gilles Panizzi |
| 1 (22 oct) | SS5   | 14:58 | Pratdip 2          | 27.65 km  | Gilles Panizzi               | 16:44.2   | 99.12 km/h  | Gilles Panizzi |
| 1 (22 oct) | SS6   | 17:26 | Escaladei 2        | 48.05 km  | Gilles Panizzi               | 29:19.6   | 98.31 km/h  | Gilles Panizzi |
| 2 (23 oct) | SS7   | 10:10 | Coll de Bracons 1  | 19.66 km  | Cancelado                    | Cancelado | Cancelado   | Gilles Panizzi |
| 2 (23 oct) | SS8   | 11:23 | Vallfogona 1       | 14.54 km  | Cancelado                    | Cancelado | Cancelado   | Gilles Panizzi |
| 2 (23 oct) | SS9   | 12:16 | Llosses – Alpens 1 | 21.80 km  | Gilles Panizzi               | 13:19.9   | 98.11 km/h  | Gilles Panizzi |
| 2 (23 oct) | SS10  | 14:34 | Coll de Bracons 2  | 19.66 km  | Petter Solberg               | 12:44.3   | 92.60 km/h  | Gilles Panizzi |
| 2 (23 oct) | SS11  | 15:47 | Vallfogona 2       | 14.54 km  | Gilles Panizzi               | 8:30.3    | 102.57 km/h | Gilles Panizzi |
| 2 (23 oct) | SS12  | 16:40 | Llosses – Alpens 2 | 21.80 km  | Gilles Panizzi               | 13:20.4   | 98.05 km/h  | Gilles Panizzi |
| 3 (24 oct) | SS13  | 08:25 | La Trona 1         | 12.90 km  | Richard Burns Gilles Panizzi | 8:18.8    | 93.10 km/h  | Gilles Panizzi |
| 3 (24 oct) | SS14  | 09:35 | La Roca 1          | 5.05 km   | Jesús Puras                  | 3:02.1    | 99.84 km/h  | Gilles Panizzi |
| 3 (24 oct) | SS15  | 10:03 | Viladrau 1         | 35.18 km  | Richard Burns                | 21:14.9   | 99.34 km/h  | Gilles Panizzi |
| 3 (24 oct) | SS16  | 12:01 | La Trona 2         | 12.90 km  | Gilles Panizzi               | 8:17.9    | 93.27 km/h  | Gilles Panizzi |
| 3 (24 oct) | SS17  | 13:11 | La Roca 2          | 5.05 km   | Markko Märtin Gilles Panizzi | 3:04.6    | 98.48 km/h  | Gilles Panizzi |
| 3 (24 oct) | SS18  | 13:39 | Viladrau 2         | 35.18 km  | Petter Solberg               | 21:23.7   | 98.66 km/h  | Gilles Panizzi |

## Clasificación final
| Pos.     | Piloto             | Copiloto             | Automóvil              | Tiempo    | Diferencia | Puntos |
| WRC      | WRC                | WRC                  | WRC                    | WRC       | WRC        | WRC    |
| -------- | ------------------ | -------------------- | ---------------------- | --------- | ---------- | ------ |
| 1.       | Gilles Panizzi     | Hervé Panizzi        | Peugeot 206 WRC        | 3:34:09.0 | 0.0        | 10     |
| 2.       | Richard Burns      | Robert Reid          | Peugeot 206 WRC        | 3:34:46.3 | +37.3      | 6      |
| 3.       | Philippe Bugalski  | Jean-Paul Chiaroni   | Citroën Xsara WRC      | 3:35:22.5 | +1:13.5    | 4      |
| 4.       | Marcus Grönholm    | Timo Rautiainen      | Peugeot 206 WRC        | 3:35:51.7 | +1:42.7    | 3      |
| 5.       | Petter Solberg     | Phil Mills           | Subaru Impreza WRC     | 3:57:08.5 | +2:28.2    | 2      |
| 6.       | Colin McRae        | Nicky Grist          | Ford Focus WRC         | 3:37:36.3 | +3:27.3    | 1      |
| 7.       | Harri Rovanperä    | Risto Pietiläinen    | Peugeot 206 WRC        | 3:37:49.1 | +3:40.1    |        |
| 8.       | Markko Märtin      | Michael Park         | Ford Focus WRC         | 3:37:52.9 | +3:43.9    |        |
| 9.       | François Delecour  | Daniel Grataloup     | Mitsubishi Lancer WRC  | 3:39:37.6 | +5:28.6    |        |
| 10.      | Freddy Loix        | Sven Smeets          | Hyundai Accent WRC     | 3:39:39.6 | +5:30.6    |        |
| JWRC     |                    |                      |                        |           |            |        |
| 1. (19.) | Dani Solà          | Alex Romaní          | Citroën Saxo VTS S1600 | 3:52:11.5 | 0.0        | 10     |
| 2. (20.) | Andrea Dallavilla  | Giovanni Bernacchini | Citroën Saxo VTS S1600 | 3:53:01.8 | +50.3      | 6      |
| 3. (21.) | Giandomenico Basso | Luigi Pirollo        | Fiat Punto S1600       | 3:54:25.6 | +2:14.1    | 4      |
| 4. (23.) | Gianluigi Galli    | Guido D'Amore        | Fiat Punto S1600       | 3:58:46.3 | +6:34.8    | 3      |
| 5. (24.) | Janne Tuohino      | Petri Vihavainen     | Citroën Saxo VTS S1600 | 3:59:31.3 | +7:19.8    | 2      |
| 6. (25.) | François Duval     | Jean-Marc Fortin     | Ford Puma S1600        | 3:59:33.1 | +7:21.6    | 1      |